# The Promise of a New Day
Singles de Paula Abdul
Rush Rush
(1991) Blowing Kisses in the Wind
(1991)
The Promise of a New Day est une chanson de l'artiste américaine Paula Abdul issue de son second album studio Spellbound. Elle sort en single le 6 juin 1991 sous le label Virgin Records.

## Performance dans les hits-parades
| Classement (1991)               | Meilleure position |
| ------------------------------- | ------------------ |
| Allemagne (Media Control AG)    | 86                 |
| Australie (ARIA)                | 31                 |
| Belgique (VRT Top 30)           | 27                 |
| Canada (RPM Top 100 Singles)    | 2                  |
| Nouvelle-Zélande (RMNZ)         | 26                 |
| Royaume-Uni (UK Singles Chart)  | 52                 |
| Suède (Sverigetopplistan)       | 37                 |
| États-Unis (Hot 100)            | 1                  |
| États-Unis (Adult Contemporary) | 26                 |